# 風を感じて
「風を感じて」（かぜをかんじて）は、浜田省吾の楽曲。1979年7月1日に7枚目のシングルとして発売された。発売当初の曲名は「風を感じて -Easy to be happy-」だが、その後は「風を感じて」の表記になっている。
本項目では、1991年6月8日にライブ・ヴァージョンとして8cmCDシングル化された「風を感じて（LIVE VERSION）」と、1990年3月3日にリリースされた千葉美加によるカヴァー・シングルについても記述する。

## 浜田省吾盤

### 背景
「風を感じて」は、日清食品『カップヌードル』のCMソングとして起用され、タイアップ効果もあって最高25位ながら累計10.2万枚を売り上げるスマッシュ・ヒットを記録し、一般的には浜田にとって初のヒット曲として認知されている。本作が発売される以前にも、CMソングのタイアップ話はいくつも持ち掛けられたが、ことごとくボツになった。「もうタイアップは二度とやらない」と頭に来ていた時期に、最後に来た依頼が、このカップヌードルだった。
この頃、いくつかの音楽番組に出演している。日清食品がスポンサーを務める番組に出演しなくてはならないという規約があったらしく、本人はそれが一番嫌だったとのこと。結局、これ以降は2001年のNHKの特番に出演するまで、テレビ出演していない。
2000年に黒磯市でのコンサート中開始2曲目で脹脛断裂してしまったが、コンサートは最後までやり遂げた。この事はワイドショーでも採り上げられたが、そのときに映像のバックで流れていたのが20年以上前のヒット曲「風を感じて」だった。後のコンサートのMCでそのことを自虐的に話し、続けて「風を感じて」を久々に演奏した。
広島東洋カープの森翔平投手は、自身の登場曲に同曲を使用している。

### 制作
上記の経緯からCMソングのために歌詞を書くことを拒否しており、三浦徳子が代役として作詞を担当している。ただし、最終的には浜田が殆んどの歌詞を手直ししており、3行くらいしか彼女の書いた歌詞は残っていないという。浜田曰く「アンチCMソング」。
参加ミュージシャンに、林立夫（ドラム）、後藤次利（ベース）、松武秀樹（オペレーター）とセッションしている。

### 収録曲
- 全作曲：浜田省吾、編曲：水谷公生

1. 風を感じて -Easy to be happy-
作詞：浜田省吾・三浦徳子
2. 朝のシルエット
作詞：浜田省吾

### 風を感じて（LIVE VERSION）
]
1991年6月8日、ライブヴァージョン・シングルとして8cmCD化され、1990年11月17日に駒澤大学メモリアルホールで開催された『ON THE ROAD '90』の模様を収録している。
カップリングには1982年に発売された「ON THE ROAD」のカップリングである「ラストダンス」のライヴ・ヴァージョンが収録されている。
2005年3月24日にマキシシングルとしてリサイズされ復刻された。

### 収録曲
- 全作曲：浜田省吾 編曲：浜田省吾 & The Band

1. 風を感じて (LIVE VERSION)
作詞：浜田省吾 & 三浦徳子
2. ラストダンス (LIVE VERSION)
作詞：浜田省吾

### 参加ミュージシャン
| 風を感じて (LIVE VERSION) Live From "ON THE ROAD '90" TUAR at KOMAZAWA UNIVERSITY MEMORIAL HALL - Words by 浜田省吾 & 三浦徳子 - Music by 浜田省吾 - Arranged by 浜田省吾 & The Band - Drums：高橋伸之 - Bass and Chorus：関雅夫 - Keyboards and Chorus：姫野達也 - Guitar and Chorus：梁邦彦, 町支寛二 - Guitar：古村敏比古 | ラストダンス (LIVE VERSION) Live From ON THE ROAD '82 TUAR at 1.12 NIPPON BUDOKAN - Words and Music by 浜田省吾 - Arranged by 浜田省吾 & The Band - Drums：鈴木俊二 - Bass：江澤宏明 - Keyboards：一戸清 - Piano：板倉雅一 - Guitar：町支寛二 |

### 収録作品
| 曲名           | タイトル                            | 発売日        | 備考                                               |
| -------------- | ----------------------------------- | ------------- | -------------------------------------------------- |
| 風を感じて     | 君が人生の時…                       | 1979年12月5日 |                                                    |
| 風を感じて     | ON THE ROAD 2011 "The Last Weekend" | 2012年9月19日 | ライブヴァージョン                                 |
| 朝のシルエット | MIND SCREEN                         | 1979年5月21日 |                                                    |
| 朝のシルエット | SLOW DOWN                           | 1980年8月1日  | カセットテープとMDのみでの発売のため、現在は廃盤。 |
| 朝のシルエット | Sand Castle                         | 1983年12月1日 | セルフカバーアルバム                               |

| 曲名           | タイトル                                                                                             | 発売日        | 備考 |
| -------------- | --- | ------------- | ---- |
| 風を感じて     | ON THE ROAD 2011 "The Last Weekend"                                                                  | 2012年9月19日 |      |
| 風を感じて     | Welcome back to The 70's "Journey of a Songwriter" since 1975 「君が人生の時〜Time of Your Life」    | 2019年9月4日  |      |
| 朝のシルエット | Shogo Hamada Official Fan Club Presents "100% FAN FUN FAN" ON THE AVENUE 2013 「曇り時々雨のち晴れ」 | 2020年12月9日 |      |

### テレビ披露
| 放送日         | 番組名             | 放送局     | セットリスト                    |
| -------------- | ------------------ | ---------- | ------------------------------- |
| 1979年7月15日  | ヤングおー!おー!   | MBS        | 1. 風を感じて 2. いつわりの日々 |
| 1979年8月13日  | 夜のヒットスタジオ | フジテレビ | 1. 風を感じて                   |
| 1979年10月2日  | ヤングおー!おー!   | MBS        | 1. 風を感じて 2. いつわりの日々 |
| 1979年10月22日 | 夜のヒットスタジオ | フジテレビ | 1. 風を感じて                   |
| 1979年11月25日 | ヤングおー!おー!   | MBS        | 1. 風を感じて 2. いつわりの日々 |

## 千葉美加盤

### 背景
千葉美加の3枚目のシングル。前作「BRAND-NEW TOMORROW」より更にロック色が強くなった楽曲。2曲ともに、浜田のバックバンドメンバーであった梁邦彦が編曲を手掛けた。
「風を感じて」は、千葉自身がイメージガールを務めた『1990年世界選手権自転車競技大会日本大会』のテーマソングに使用された。
カップリング曲の「幻想庭園」も浜田カバー曲で、オリジナルは1979年に発売されたアルバム『MIND SCREEN』に収録されている。

### 収録曲
- 全作曲：浜田省吾 編曲：梁邦彦

1. 風を感じて
作詞：三浦徳子・浜田省吾
2. 幻想庭園
作詞：三浦徳子